# Jude Saint-Antoine
Jude Saint-Antoine (ur. 29 października 1930 w Montrealu, zm. 10 grudnia 2023) – kanadyjski duchowny rzymskokatolicki, w latach 1981-2006 biskup pomocniczy Montrealu.

## Życiorys
Święcenia kapłańskie przyjął 31 maja 1956. 20 marca 1981 został prekonizowany biskupem pomocniczym Montrealu ze stolicą tytularną Scardona. Sakrę biskupią otrzymał 22 maja 1981. 11 lutego 2006 przeszedł na emeryturę.